# Vézanne
Die Vézanne ist ein kleiner Fluss im südwestlichen Teil von Zentral-Frankreich, der im Département Sarthe der Region Pays de la Loire südwestlich der Stadt Le Mans verläuft.

## Geografie

### Verlauf
Die Vézanne entspringt im südlichen Gemeindegebiet von La Fontaine-Saint-Martin, entwässert mit einem Bogen über Nord generell Richtung Westnordwest und mündet nach rund 17 Kilometern im Gemeindegebiet von Malicorne-sur-Sarthe als linker Nebenfluss in die Sarthe. Im Oberlauf verläuft die Vézanne durch ein Gebiet mit vielen kleinen Weihern.

### Orte am Fluss
(Reihenfolge in Fließrichtung)
- La Fontaine-Saint-Martin
- Le Verger, Gemeinde Cérans-Foulletourte
- Vézanne, Gemeinde Mézeray
- Mézeray
- Granville, Gemeinde Mézeray
- Malicorne-sur-Sarthe

## Sehenswürdigkeiten
- Château du Maurier, Schloss mit Ursprüngen aus dem 16. Jahrhundert an einem kleinen See im Quellbereich der Vézanne bei La Fontaine-Saint-Martin – Monument historique[4]